# نينغتشى
نينغتشى (بالصينية: 林芝市 )‏ هي مدينة على مستوى محافظة، في جمهورية الصين الشعبية، تتبع منطقة التبت ذاتية الحكم، تبلغ مساحتها 116,175 كيلومتر مربع.

## المناخ
يظهر الجدول التالي التغييرات المناخية على مدار السنة لنينغتشى:
| البيانات المناخية لـنينغتشى                | البيانات المناخية لـنينغتشى | البيانات المناخية لـنينغتشى | البيانات المناخية لـنينغتشى | البيانات المناخية لـنينغتشى | البيانات المناخية لـنينغتشى | البيانات المناخية لـنينغتشى | البيانات المناخية لـنينغتشى | البيانات المناخية لـنينغتشى | البيانات المناخية لـنينغتشى | البيانات المناخية لـنينغتشى | البيانات المناخية لـنينغتشى | البيانات المناخية لـنينغتشى | البيانات المناخية لـنينغتشى |
| الشهر                                      | يناير                       | فبراير                      | مارس                        | أبريل                       | مايو                        | يونيو                       | يوليو                       | أغسطس                       | سبتمبر                      | أكتوبر                      | نوفمبر                      | ديسمبر                      | المعدل السنوي               |
| ------------------------------------------ | --------------------------- | --------------------------- | --------------------------- | --------------------------- | --------------------------- | --------------------------- | --------------------------- | --------------------------- | --------------------------- | --------------------------- | --------------------------- | --------------------------- | --------------------------- |
| متوسط درجة الحرارة الكبرى °م (°ف)          | 8.1 (46.6)                  | 9.7 (49.5)                  | 13.3 (55.9)                 | 16.3 (61.3)                 | 19.0 (66.2)                 | 21.4 (70.5)                 | 22.3 (72.1)                 | 22.3 (72.1)                 | 20.5 (68.9)                 | 17.4 (63.3)                 | 13.1 (55.6)                 | 9.6 (49.3)                  | 16.1 (60.9)                 |
| المتوسط اليومي °م (°ف)                     | 1.3 (34.3)                  | 3.4 (38.1)                  | 6.7 (44.1)                  | 9.6 (49.3)                  | 12.8 (55.0)                 | 15.7 (60.3)                 | 16.9 (62.4)                 | 16.5 (61.7)                 | 14.9 (58.8)                 | 11.1 (52.0)                 | 6.0 (42.8)                  | 2.5 (36.5)                  | 9.8 (49.6)                  |
| متوسط درجة الحرارة الصغرى °م (°ف)          | −5.5 (22.1)                 | −2.9 (26.8)                 | 0.1 (32.2)                  | 3.0 (37.4)                  | 6.6 (43.9)                  | 10.1 (50.2)                 | 11.5 (52.7)                 | 10.8 (51.4)                 | 9.4 (48.9)                  | 4.8 (40.6)                  | −1.0 (30.2)                 | −4.6 (23.7)                 | 3.5 (38.3)                  |
| الهطول مم (إنش)                            | 3 (0.1)                     | 5 (0.2)                     | 16 (0.6)                    | 44 (1.7)                    | 74 (2.9)                    | 133 (5.2)                   | 134 (5.3)                   | 115 (4.5)                   | 109 (4.3)                   | 38 (1.5)                    | 6 (0.2)                     | 2 (0.1)                     | 679 (26.6)                  |
| المصدر: Climate-Data.org (altitude: 2988m) |                             |                             |                             |                             |                             |                             |                             |                             |                             |                             |                             |                             |                             |

## التقسيمات الإدارية
- Bayi District [الإنجليزية]‏
- Gongbo'gyamda County [الإنجليزية]‏
- Mainling [الإنجليزية]‏
- Mêdog County [الإنجليزية]‏
- Bomê County [الإنجليزية]‏
- Zayu County [الإنجليزية]‏
- Nang County [الإنجليزية]‏.